# Sophus Jenssen-Tusch
Sophus Georg Frederik Jenssen-Tusch (18. august 1824 i København – 29. juli 1888) var en dansk forstmand, bror til Harald Jenssen-Tusch.
Han var søn af major Georg Friederich Jenssen-Tusch og lærte først landvæsenet, men blev senere ved Michael Drewsens hjælp uddannet som skovfogedaspirant på Silkeborg Distrikt. Efter en halv snes års udmærket virksomhed som kgl. skovfoged i Slesvig blev Jenssen-Tusch fra 1863 plantør ved Feldborg Plantage; 1876 blev han, skønt ikke forstkandidat, udnævnt til kgl. skovrider sammesteds, og han vedblev nu at bestyre dette distrikt, der efterhånden blev udvidet stærkt, indtil han døde 29. juli 1888. Jenssen-Tusch har indlagt sig stor fortjeneste af hedekulturen og besad især et lykkeligt greb på at dyrke planteskoler; i det hele faldt alt praktisk arbejde ham let, og han var en udmærket jæger. Han indførte bl.a. 1873 den hannoveranske reolplov til jordens dybdebehandling. 1887 blev han Ridder af Dannebrog.
Han ægtede 1853 Petrine Marie Sophie Andersen (1828 - ?), datter af købmand Andersen i Viborg.